# ونسلائو پائونرو (ژنرال)
ونسلائو پائونرو ژنرال، سیاستمدار و دیپلمات آرژانتینی قرن ۱۹اروگوئه‌ای الاصل بود. وی در باندا اورینتال زاده شد و یکی از اعضای اصلی حزب متحد شد. وی همچنین وزیر جنگ و نیروی دریایی آرژانتین و فرماندار ناپایدار کوردوبا بود.

## سال‌های اول
وی در تاریخ ۲۸ سپتامبر ۱۸۰۵ در کلونیا دل ساکرامنتو در اروگوئه فعلی، که در آن تاریخ قسمتی از نایب السلطنه ریودولا پلاتا بود، به نام پسر خوان پاونرو کابالیرو، که در آخر قرن ۱۸در آنجا ساکن شد، به زاده شد. مانوئلا دلگادو مارتینز، هر دو اسپانیایی الاصل.
وی برای مدت کمی در کالج سلطنتی سن کارلوس در بوئنوس آیرس تحصیل نمود، ولی کمبود مواد به آن معنای بود که والدینش هیچ ثروتی نداشتند که وی را مجبور کنند که خود را وقف امرار زندگی کند و تحصیلاتش را به تعویق بیندازد.
وی در تاریخ ۱۸۲۵ به ارتش آرژانتین اضافه شد و دولت وی را فرماندهی گروه استان کورینتس برای جنگ سیسپلاتین قرار داد. تحت فرماندهی خوزه ماریا پاز در نبرد ایتوزائینگو شرکت نمود. بعد از بازگشت از جبهه شمالی، به نیروهای محاصره کننده کلونیا که هنوز توسط برزیلی‌ها خارج نشده بود، منتخب شد و توسط محاصره شدگان به گروگانی درآمد. وی را به زندانی در ریودوژانیرو فرستادند اما با یک افسر امپراتوری مبادله نمودند.
وی در ژانویه ۱۸۲۹ به بوئنوس آیرس بازگشت و در آنجا توسط ژنرال متحد خوان لاواله، که به تازگی دولت استان را پس از ترور فرماندار فدرالیست بوئنوس آیرس، مانوئل دورگو، زورگیری کرده بود، به نام کاپیتان منتخب شد. وی به نیروهایی اضافه شدکه پاز با آنان به استان کوردوبا حمله نمود و در جدال‌های سان روکه، لا تابلادا و اونکاتیوو شرکت کرد که در آن رهبران فدرالیست خوان باوتیستا بوستوس و خوان فاکوندو کویروگا شکست خوردند. در بین این دو نبرد گذشته، وی به درجه سرگرد ارتقا یافت و توسط پاز برای آغاز گفتگو با کویروگا فرستاده شد. وی با فدرالیست‌های سانتیاگو دل استرو به فرماندهی رومان دهزا جنگید و از مرز بومیان محلی آمریکا گذشت. پائونرو پاز را اسیر نمود و ارتش وی را در نبرد لا سیودادلا به فرمان ژنرال گرگوریو آرائوز د لامادرید شکست داد، وی وادار شد به بولیوی دست به فرار شود.
در تاریخ ۱۸۴۳، وی با پترونا مانوئلا د آرئا ای سگورولا، دختر دومین ازدواج ایزیدورا د سگورولا و نوه سرتیپ سباستین د سگورولا و همچنین خواهر رضایی رئیس‌جمهور خوزه بالیوین ازدواج نمود و وی به‌طور دیپلماتیک نماینده قلمرو این کشور بود. تولد وی در بولیوی وی روزنامه زمان را در لاپاز بنیاد نمود و آن را تا زمانی که به شیلی منتقل نمود راهنمایی کرد. او در طول اخراج خود با بارتولومه میتر، متحد بوئنوس آیرس که او نیزهم اخراج شده بود، دیدار کرد و دوستی نزدیکی با وی برقرار نمود. زمانی که بالیوین بدون سلاح شد، وی به پرو مهاجرت نمود و بعدها به شیلی رفت و در آن مکان با دومینگو فاوستینو سارمینتو و خوان باوتیستا آلبردی و دیگران ارتباط برقرار نمود. وی قصد داشت اورکیزا را خلع کند، پس همراه با سارمینتو و میتر رهسپار بوئنوس آیرس شد.
در آخر تاریخ۱۸۵۱ وی به نام یک سرهنگ در سربازان کلرادو که بر ضد فرماندار فدرال خوان مانوئل دو روزاس مبارزه می‌کردند ثبت نام کرد و در نبرد کازروس شرکت کرد. وی بعداً به نام فرمانده کل تسلیحات و رئیس ستاد ارتش ایالت بوینس آیرس منتخب شد. وی در مرز در برابر بومیان خدمت نمود و یک لشکرکشی ناموفق به سالیناس گراندس انجام داد و همچنین فرماندهی در سن نیکولاس د لس آرویوس بود.

## بعد از پاون

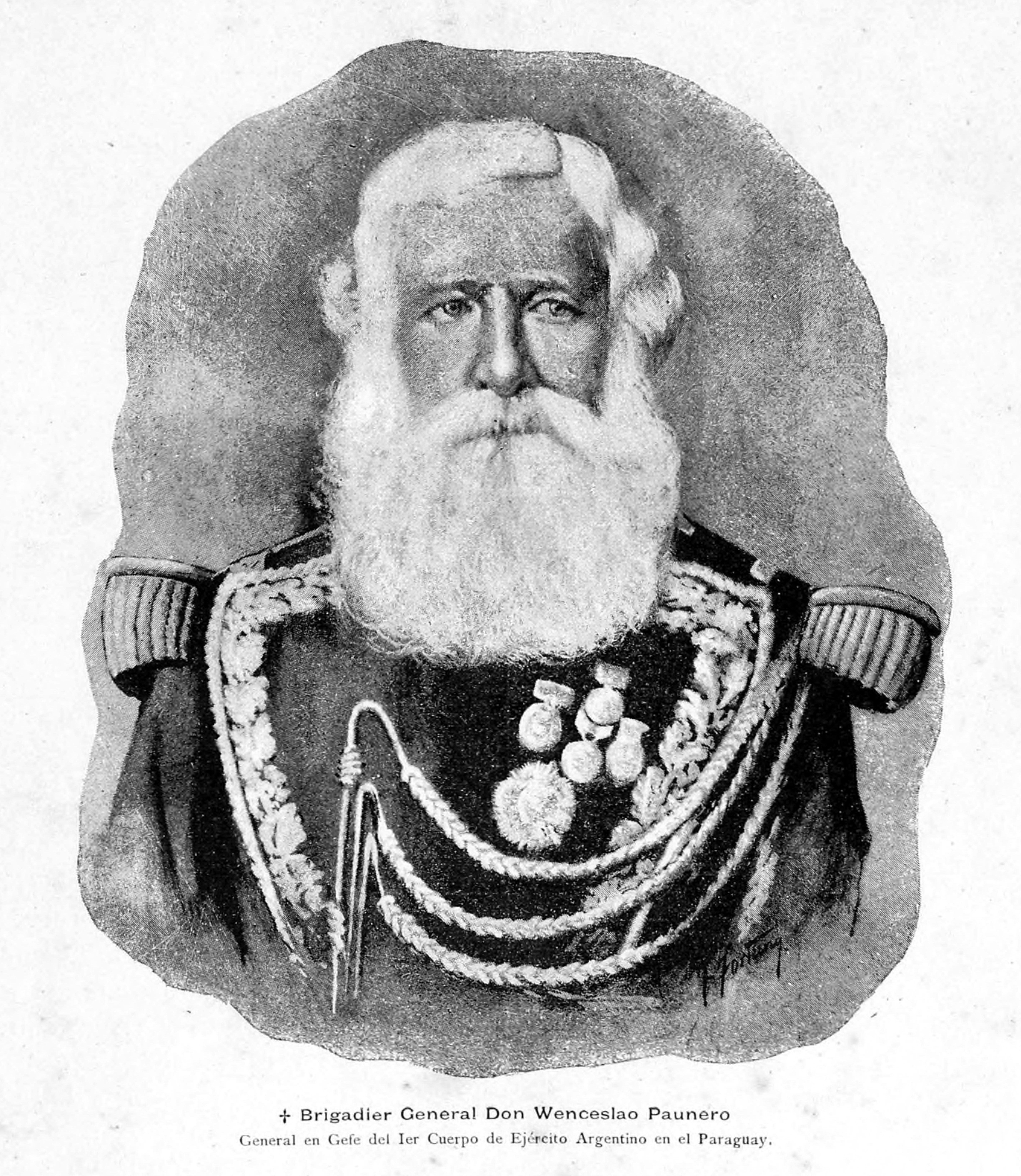
ونسلائو پائونرو

وی در نبرد سیپدا جنگید و به ارتش کنفدراسیون آرژانتین اضافه شد. اورکیزا وی را باهمراه خوان ساا در استان سان خوان به نام ناظر نامید، ولی با ساآ اختلافات جدی داشت و با توجه به اینکه وی از حکومت انقلابی دفاع می‌نمود، وی را به بوئنوس آیرس بازگشتاندند. مدتی بعداز آن، ساآ به سان خوان حمله کرد و پیروزی خونین وی بار دیگر به جنگ منجر شد. در مرکز پیاده‌نظام، وی عملکرد خیلی خوبی در نبرد پاوون در تاریخ ۱۸۶۱ داشت و به همین علت بود که ژنرال بارتولومه میتر او را به سرهنگ سرگردی که برابر ژنرال یک ستاره بود در همان نبرد پیشرفت داد.
وی در مرکز اکسپدیشنی به کوردوبا فرستاده شد که قرار بود از تبدیل دولت‌های فدرال تمام استان‌ها اطمینان داشته باشد. بعد از چند هفته اغتشاش در آن استان، پائونرو وارد آن شد و مارکوس پاز را به نام فرماندار انتخاب نمود. پاز در ژانویه کناره‌گیری کرد و پائونرو سمت فرماندار موقت را تصرف نمود. وی دستور داد تا انتخاباتی برگزار شود که در آن با اینکه ادعای وی برای انتخاب به عنوان فرماندار فعلی، جاستینیانو پوسه منتخب شد.
وی از کوردوبا لشکری را به فرماندهی سارمینتو فرستاد که دولت سن لوئیس و مندوزا را تبدیل کرد و خود را به نام فرماندار سن خوان منتخب نمود. در این اقدامات علیه مردم داخلی کشور، وی آمبروزیو ساندز خونخوار را به نام یکی از ستوان‌های اصلی خود داشت. بعد از مبارزه‌های انتخاباتی چند ماهه علیه آنجل ویسنته «ال چاچو» پنالوزا، وی یک پیمان صلح با بخشش یا چشم پوشی طرف‌های شکست‌خورده امضا کرد. اما پیشنهاد صلح مورد احترام قرار نگرفت و پنالوزا دوباره اسلحه به دست گرفت. ال چاچو آمد تا کوردوبا را اشغال کند، اما پائونرو او را در نبرد لاس پلیاس در حومه شهر شکست داد. چند ماه بعد، سرهنگ پابلو ایرزابال، هنگامی که پنالوزا تسلیم شده بود و سلاحی نداشت، وی را ترور کرد.
وی چند سال دیگر در کوردوبا ماندگار شد و در طی آن به‌طور فعال درگیری‌های سیاسی پی در پی شرکت نمود و نصب یا استحکام قلعه‌ها را در مرزهایی که در آن دوره با مردم محلی وجود داشت مدیریت نمود.

## جنگ پاراگوئه

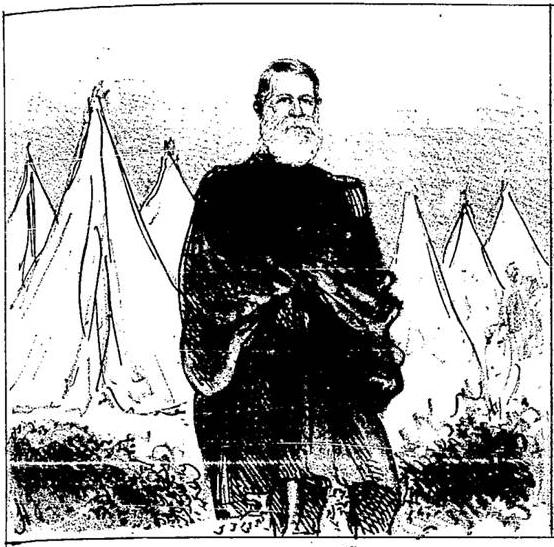
پائونرو در یک اردوگاه نظامی در طول جنگ پاراگوئه.

در تاریخ ۱۸۶۵ به ارتشی اضافه شدو در جنگ پاراگوئه شرکت نمود. نخستین عمل وی حمله به پاراگوئه ای‌ها در نبرد کورینتس بود، شهری که آنها را تصرف کرده بودند. وی توانست شهر را در دست گیرد، ولی به دلیل برتری عددی بسیار زیاد دشمن مجبور به تخلیه آن شد. برای این اقدام او توسط دولت ملی نشان داده شد.
وی نیروهای خود را در یک راهپیمایی قهرمانانه به جنوب شرقی استان انتقال داد و به فرماندهی ونانسیو فلورس در نبرد یاتای شرکت نمود و در محاصره اروگوئه شرکت نمود. در کمپین هومیتا، وی در نبردهای پاسو دو پاتریا، استرو بلاکو، تویتی، یاتایتی کورا و کوروزو جنگید.
در تاریخ ۱۸۶۷ وی باردیگر به جنگ بر علیه مونتونراس فدرالیست فرستاده شد، ولی سرعت جنبش‌های ژنرال خوان ساا او را وادار به بازگشت کردند. رئیس پیشروی او، خوزه میگل آردوندو، در نبرد سان ایگناسیو به ساا حمله نمود و آن را ناکام کرد و بدین ترتیب به جنگ داخلی در کویو پایان داد. در ژوئیه ۱۸۶۷ به درجه سرتیپی ارتقا یافت.
در پایان دولت میتر، او به نام وزیر جنگ و نیروی دریایی انتخاب شد و در انتخابات ریاست جمهوری ۱۸۶۸ نامزد معاون رئیس‌جمهور در فرمول رسمی به ریاست روفینو دو الیزالد بود. آنان توسط سارمینتو ناکام شدند که وی را به نام وزیر مختار امپراتوری برزیل به نام وزیر مختار امپراتوری برزیل منصوب کرد، ولی در ۷ ژوئن ۱۸۷۱ در سن شصت و پنج سالگی در ریودوژانیرو فوت کرد. در طول ایفای نقش خود به نام وزیر مختار، لئاندرو ان. آلم، که زمان کوتاهی به نام منشی هیئت نمایندگی آرژانتین خدمت نمود، به او کمک نمود. سال‌ها بعد او زندگی‌نامه کوتاهی از پائونرو که در طول جنگ پاراگوئه با او دیدار کرده بود، نوشت.
باقیمانده او در تاریخ ۱۸۹۱ به بوئنوس آیرس برده شد و در قبرستان رکوله تا آرام گرفت.

## کتابشناسی
- بیشوف، افراین، تاریخچه کوردوبا، اد. پلاس اولترا، بوئنوس آیرس، ۱۹۸۹.شابک ‎۹۵۰−۲۱−۰۱۰۶−۵شابک 950-21-0106-5
- Cutolo, Vicente, Nuevo diccionario biográfico argentino, 7 volúmenes, Éd. الچه، بوئنوس آیرس، ۱۹۶۸–۱۹۸۵.
- دیاز گاویر، ماریو، En tres meses en Asunción , Ediciones del Boulevard, Córdoba، ۲۰۰۵.شابک ‎۹۸۷−۵۵۶−۱۱۸−۵شابک 987-556-118-5
- روزا، خوزه ماریا، La guerra del Paraguay y las montoneras argentinas، Éd. Hyspamérica، ۱۹۸۶.شابک ‎۹۵۰−۶۱۴−۳۶۲−۵شابک 950-614-362-5BNF 34992974v
- Lascano Quintana, Guillermo V. "سرتیپ Wenceslao Paunero. Un héroe Desconocido»، Éd. لومیر، بوئنوس آیرس، ۲۰۰۸